# Dendrobium unicum

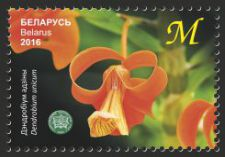
Почтовая марка Республики Беларусь

Dendrobium unicum — вид многолетних трявянистых растений семейства Орхидные, или Ятрышниковые (Orchidaceae).
Тайское название: เอี้องครั่งแสด (Euang Krang Saet).

## Ареал, экологические особенности
Вьетнам, Лаос, Бирма и Таиланд.
Эпифит (на деревьях и кустарниках), реже литофит в вечнозелёных, в полулистопадных и листопадных лесах, на высотах от 800 до 1550 метров над уровнем моря.
Относится к числу охраняемых видов (II приложение CITES).

## Биологическое описание
Миниатюрные симподиальные листопадные растения.
Псевдобульбы веретенообразные, около 25 см длиной.
Листья продолговатые, длиной около 6 см.
Цветоносы появляются из верхних узлов псевдобульб.
Цветки около 3—5 см в диаметре, плотные, оранжевые, губа светло-оранжевая с хорошо заметными тёмно-оранжевыми жилками. Информация о аромате цветков противоречива, согласно одним источникам напоминает запах детских восковых мелков, согласно другим мандарина.

## В культуре
Температурная группа — тёплая.
Посадка на блок при наличии высокой относительной влажности воздуха и ежедневного полива, а также в горшок или корзинку для эпифитов. Субстрат не должен препятствовать движению воздуха. Состав субстрата — сосновая кора средней и крупной фракции. Полив по мере просыхания субстрата.
Во время вегетации полив обильный. Период покоя с осени по весну. В это время сокращают полив и снижают температуру воздуха.
Освещение: яркое рассеянное (FC = 1500—2000).
Цветёт в феврале—апреле.